# Progress MS-05
Chronologie
Progress MS-04 Progress MS-06
Progress MS-05 (en russe : Прогресс МС-05) est une mission de ravitaillement russe de la Station spatiale internationale (ISS/SSI), réalisée grâce au cargo russe éponyme Progress MS. Le décollage a eu lieu le 22 février 2017, depuis le cosmodrome de Baïkonour, au Kazakhstan, à l'aide du dernier lanceur Soyouz U. Ce vaisseau est identifié par la NASA sous le nom Progress 66P.

## Contexte
Le vaisseau cargo Progress fut développé en Union Soviétique dans les années 70, pour permettre le ravitaillement des équipages des stations Saliout, devant ainsi le premier vaisseau cargo de l'histoire. Développé sur la base du vaisseau habité Soyouz, dont il partage de nombreuses caractéristiques, il effectua son premier vol en 1978, vers la station Saliout 6. Par la suite, il desservira également la station Saliout 7, puis Mir. Dans les années 90, le cargo sera équipé d'une petite capsule permettant le retour de fret sur Terre, dénommée VBK-Radouga, qui fut utilisée à 10 reprises. Au début des années 2000, Progress M1-5 désorbita la station Mir, et les vols du cargo furent entièrement redirigés vers la desserte de la Station spatiale internationale.
Au fil des années, plusieurs versions du vaisseau furent développées. La version initiale 7K-TG initiale fut remplacée en 1989 par le Progress-M (« Modernisé »), qui verra l'ajout notable de panneaux solaires. En 2000, Progress-M1 verra le jour, conçu pour transporter plus de carburant, au détriment des autres ressources, il ne volera que durant 4 ans. En 2008, Progress M-M volera pour la première fois, avec ses nouveaux systèmes de bord numériques. Finalement, il sera remplacé par le Progress MS, disposant de diverses améliorations, telles que :
- L'ajout d'un compartiment externe permettant l'éjection de microsatellites et CubeSats. C'est le vol de Progress MS-03 qui sera le premier à l'utiliser.
- Le remplacement du système radio Kvant-V ukrainien par un Système de Commandes et de Télémétrie Unifié (EKTS).
- L'amélioration de la protection contre les micrométéorites, et l'ajout de systèmes de secours pour le mécanisme d'amarrage.

## Mission

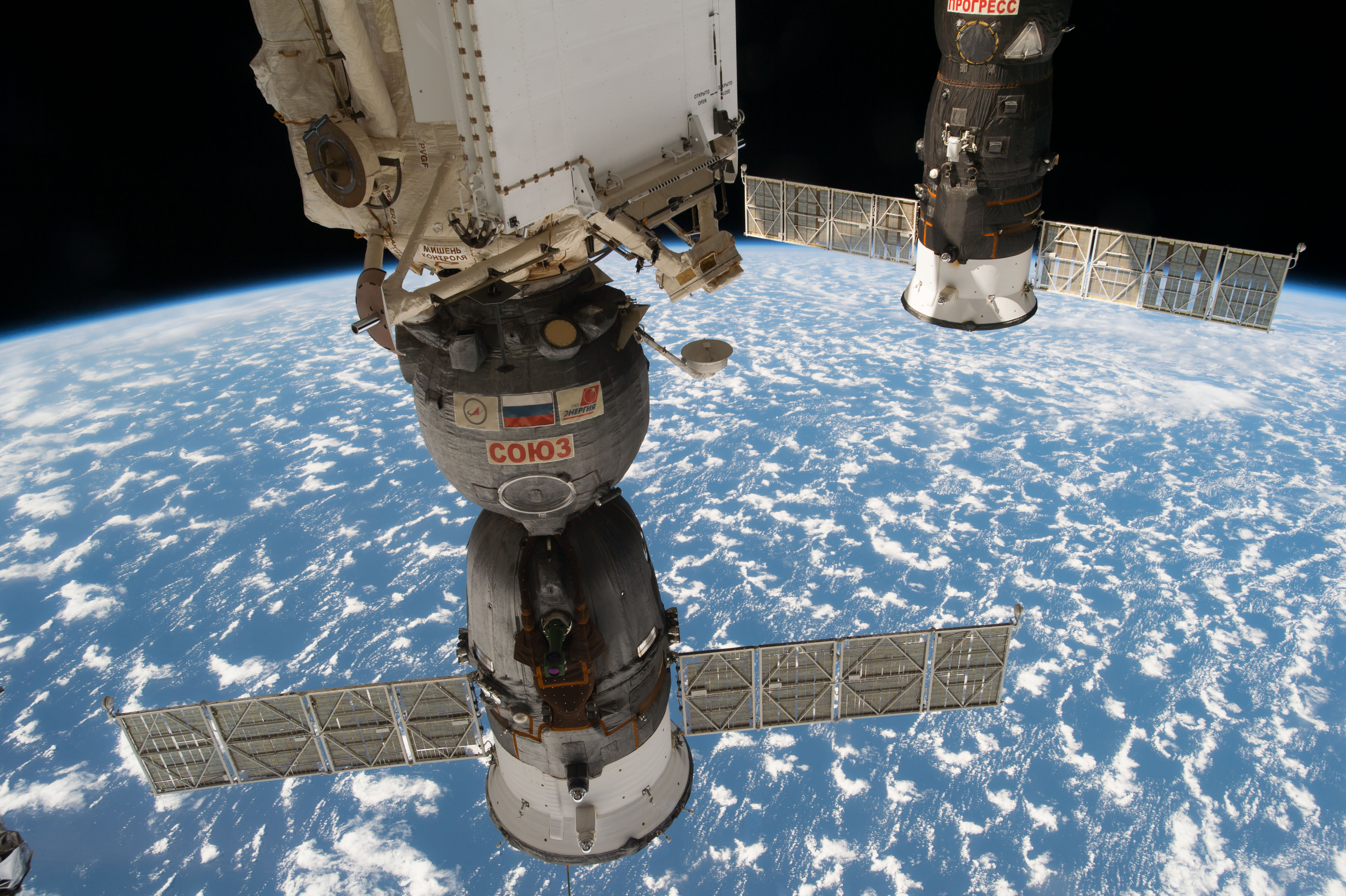
Vue de Progress MS-05 (en arrière-plan) et Soyouz MS-03 amarrés à l'ISS

### Préparation et lancement
Le lancement du cargo fut initialement prévu pour le 16 octobre 2016, mais fut reporté à février de l'année suivante, à la suite de l'échec du lancement de Progress MS-04. Ces retards sont dus au renvois à l'usine du moteur RD-0110 pour inspection. De même, tous les lanceurs Soyouz à partir de ce vol seront équipés de caméras embarquées. C'est finalement le 22 février 2017 que Progress MS-05 décolla vers l'ISS, à bord du 787e, et dernier lanceur Soyouz-U. Le vol partit du Complexe Gagarine (Site 1/5) du cosmodrome de Baïkonour, au Kazakhstan.

### Amarrage à la station
Progress MS-05 s'est amarré au module Pirs de la station le 24 février 2017. Pendant l'amarrage automatique, les cosmonautes Sergueï Ryjikov et Oleg Novitski étaient en attente à la console du système TORU de contrôle manuel, prêt à reprendre le contrôle du vaisseau à tout moment. Le cargo transportait également une nouvelle combinaison Orlan-MKS, afin de remplacer l'exemplaire qui avait été perdu lors du vol échoué de Progress MS-04.
Le cargo fut définitivement désamarré le 20 juillet 2017, puis il brûla dans l'atmosphère au-dessus de l'Océan Pacifique, après avoir allumé son moteur de freinage durant trois minutes.